# Мергеу (комуна)
Мергеу (рум. Mărgău) — комуна у повіті Клуж в Румунії. До складу комуни входять такі села (дані про населення за 2002 рік):
- Бочу (102 особи)
- Бутень (86 осіб)
- Мергеу (526 осіб)
- Рекіцеле (836 осіб)
- Скрінд-Фресінет (209 осіб)
- Чулень (110 осіб)

Комуна розташована на відстані 354 км на північний захід від Бухареста, 48 км на захід від Клуж-Напоки.

## Населення
За даними перепису населення 2002 року у комуні проживали 1869 осіб.
Національний склад населення комуни:
| Національність | Кількість осіб | Відсоток |
| -------------- | -------------- | -------- |
| румуни         | 1862           | 99,6%    |
| угорці         | 5              | 0,3%     |
| цигани         | 2              | 0,1%     |

Рідною мовою назвали:
| Мова      | Кількість осіб | Відсоток |
| --------- | -------------- | -------- |
| румунська | 1864           | 99,7%    |
| угорська  | 3              | 0,2%     |
| циганська | 2              | 0,1%     |

Склад населення комуни за віросповіданням:
| Релігія                                       | Кількість осіб | Відсоток |
| --------------------------------------------- | -------------- | -------- |
| православні                                   | 1778           | 95,1%    |
| баптисти                                      | 46             | 2,5%     |
| греко-католики                                | 27             | 1,4%     |
| адвентисти                                    | 11             | 0,6%     |
| реформати                                     | 3              | 0,2%     |
| п'ятдесятники                                 | 2              | 0,1%     |
| римо-католики                                 | 1              | 0,1%     |
| лютерани (Синодально-пресвітеріанська церква) | 1              | 0,1%     |